# Burglar Bill (film 1905)
Burglar Bill è un cortometraggio muto del 1905. Il nome del regista non viene riportato nei credit del film che è basato su una striscia comica di quel periodo

## Produzione
Il film fu prodotto dalla Vitagraph Company of America.

## Distribuzione
Distribuito dalla Vitagraph Company of America, il film - un cortometraggio di 64 metri - uscì nelle sale cinematografiche statunitensi il 18 novembre 1905.